# Germanwings

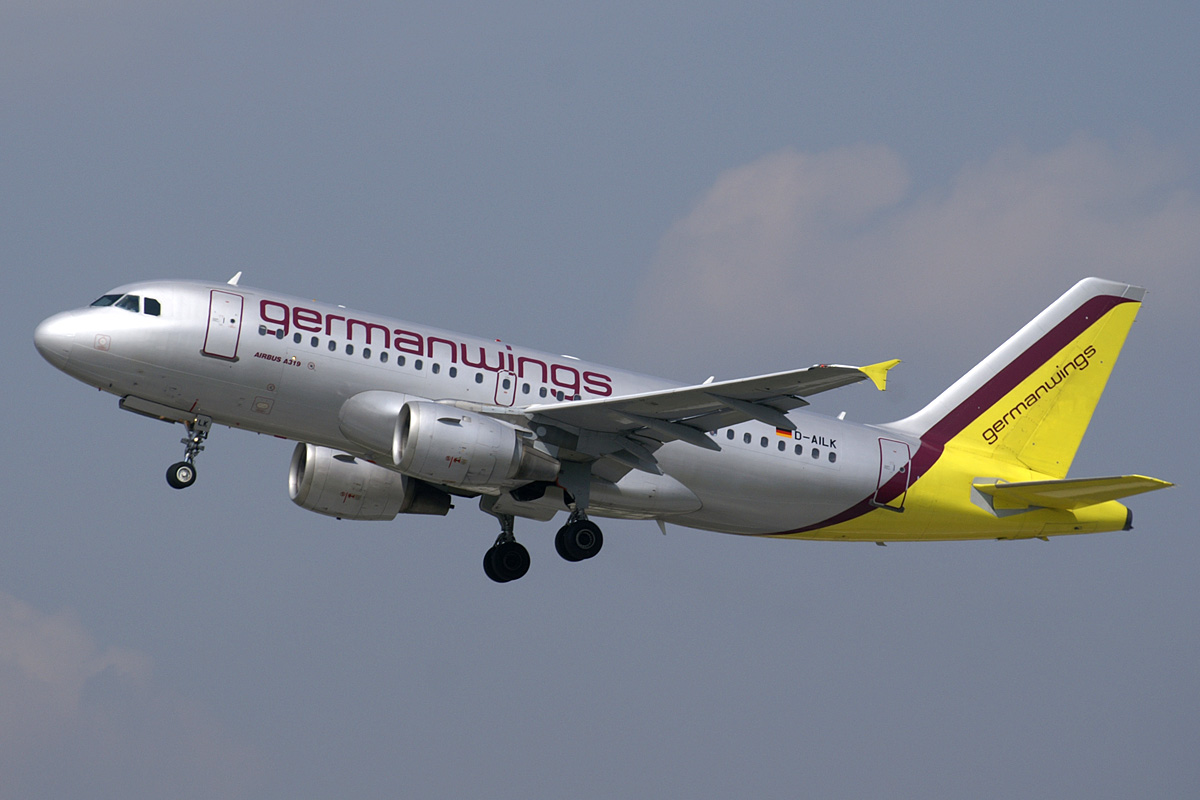
Un avion Airbus A319 al Germanwings

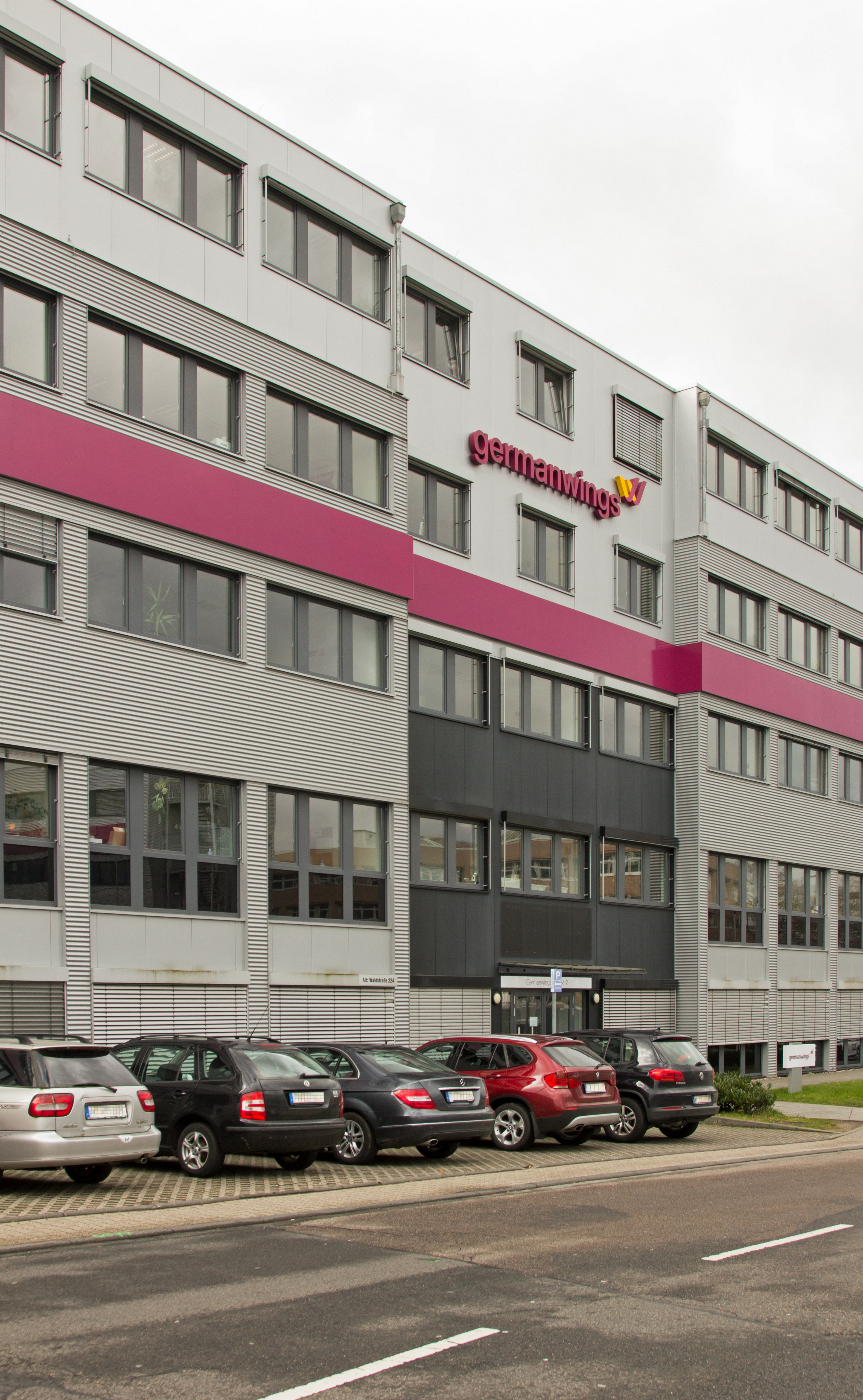
Sediul central al Germanwings

Germanwings a fost o companie aeriană low-cost germană, filială a companiei Lufthansa. Aceasta a fuzionat cu altă companie filială a Lufthansa, Eurowings⁠(d), în anul 2016.